# Ахундов, Тофик Джавадович
Тофик Джавадович Ахундов (род. 1937) — советский футболист, защитник.
Начинал играть в командах класса «Б» «Нефтяник» Баку (1958) и «Текстильщик» Кировабад (1959—1961). С 1961 года играл в чемпионате СССР за «Нефтяник», сыграл 87 матчей, забил четыре гола. 1966 год провёл в составе «Динамо» Кировабад и «Полада» Сумгаит. В 1967 году был в составе «Нефтяника», но в чемпионате не выступал. Карьеру в командах мастеров завершил в 1968 году в «Аразе» Нахичевань.